# ICC World Cup Qualifier 2014
L'ICC World Cup Qualifier 2014 è stato un torneo mondiale di cricket, valido per poter assegnare gli ultimi due posti disponibili per la Coppa del Mondo 2015. La vittoria finale è andata per la seconda volta alla nazionale scozzese, già vincitrice del torneo nel 2005.

## Formula
Le 10 squadre partecipanti sono state divise in 2 gruppi da cinque squadre. Ogni gruppo era un girone all'italiana con partite di sola andata. Le prime tre classificate dei gruppi si qualificavano per la seconda fase, composta da un nuovo girone all'italiana da sei squadre, chiamato Super Six. Le prime due classificate ottenevano la qualificazione al mondiale 2015 e si giocavano il titolo.

## Primo turno

### Gruppo A
| Squadra             | G | V | P | NR | NRR    | Pti | Esito                                        |
| ------------------- | - | - | - | -- | ------ | --- | -------------------------------------------- |
| Scozia              | 4 | 3 | 1 | 0  | +1.663 | 6   | Qualificati al Super Six                     |
| Hong Kong           | 4 | 3 | 1 | 0  | +1.069 | 6   | Qualificati al Super Six                     |
| Emirati Arabi Uniti | 4 | 3 | 1 | 0  | +0.848 | 6   | Qualificati al Super Six                     |
| Canada              | 4 | 1 | 3 | 0  | −2.066 | 2   | Qualificati per il torneo per il VII-X posto |
| Nepal               | 4 | 0 | 4 | 0  | −1.567 | 0   | Qualificati per il torneo per il VII-X posto |

### Gruppo B
| Squadra            | G | V | P | NR | NRR    | Pti | Esito                                        |
| ------------------ | - | - | - | -- | ------ | --- | -------------------------------------------- |
| Papua Nuova Guinea | 4 | 3 | 1 | 0  | +1.095 | 6   | Qualificati al Super Six                     |
| Namibia            | 4 | 3 | 1 | 0  | +0.574 | 6   | Qualificati al Super Six                     |
| Kenya              | 4 | 2 | 2 | 0  | +0.401 | 4   | Qualificati al Super Six                     |
| Paesi Bassi        | 4 | 2 | 2 | 0  | +0.370 | 4   | Qualificati per il torneo per il VII-X posto |
| Uganda             | 4 | 0 | 4 | 0  | −2.259 | 0   | Qualificati per il torneo per il VII-X posto |

## Playoff VII-X posto
|  | Semifinali          | Semifinali          | Semifinali |        |             | Finale      | Finale | Finale |  |
|  |                     |                     |            |        |             |             |        |        |  |
|  | Nepal               | Nepal               | 171/9      |        |             |             |        |        |  |
|  | Nepal               | Nepal               | 171/9      |        |             |             |        |        |  |
|  | Paesi Bassi         | Paesi Bassi         | 172/3      |        |             |             |        |        |  |
|  | Paesi Bassi         | Paesi Bassi         | 172/3      |        | Paesi Bassi | Paesi Bassi | 212/2  |        |  |
|  |                     |                     |            |        | Paesi Bassi | Paesi Bassi | 212/2  |        |  |
|  |                     |                     | Canada     | Canada | 210         |             |        |        |  |
|  | Uganda              | Uganda              | Canada     | Canada | 210         | 149         |        |        |  |
|  | Uganda              | Uganda              |            |        |             |             |        |        |  |
|  | Canada (Metodo D/L) | Canada (Metodo D/L) | 119/1      |        |             |             |        |        |  |

### Semifinali
| Data            | Luogo                                   | In battuta (nel I innings) | Al lancio (nel I innings)      | Risultato                                   |
| --------------- | --------------------------------------- | -------------------------- | ------------------------------ | ------------------------------------------- |
| 26 gennaio 2014 | Bay Oval Mount Maunganui, Nuova Zelanda | Nepal 171/9 (50 overs)     | Paesi Bassi 172/3 (31.5 overs) | NED vince di 7 wickets Tabellino            |
| 26 gennaio 2014 | Bay Oval Mount Maunganui, Nuova Zelanda | Uganda 149 (49.5 overs)    | Canada 119/1 (29 overs)        | CAN vince di 59 runs (Metodo D/L) Tabellino |

### Finale per il IX posto
| Data            | Luogo                                   | In battuta (nel I innings) | Al lancio (nel I innings) | Risultato                       |
| --------------- | --------------------------------------- | -------------------------- | ------------------------- | ------------------------------- |
| 28 gennaio 2014 | Bay Oval Mount Maunganui, Nuova Zelanda | Nepal 240 (49.4 overs)     | Uganda 80 (36.3 overs)    | NEP vince di 160 runs Tabellino |

### Finale per il VII posto
| Data            | Luogo                                   | In battuta (nel I innings) | Al lancio (nel I innings)      | Risultato                        |
| --------------- | --------------------------------------- | -------------------------- | ------------------------------ | -------------------------------- |
| 28 gennaio 2014 | Bay Oval Mount Maunganui, Nuova Zelanda | Canada 210 (50 overs)      | Paesi Bassi 212/2 (36.4 overs) | NED vince di 8 wickets Tabellino |

## Super Six
| Squadra             | G | V | P | T | NR | NRR    | Pti | Esito                     |
| ------------------- | - | - | - | - | -- | ------ | --- | ------------------------- |
| Emirati Arabi Uniti | 5 | 4 | 1 | 0 | 0  | +0.737 | 8   | Qualificati per la finale |
| Scozia              | 5 | 4 | 1 | 0 | 0  | +0.495 | 8   | Qualificati per la finale |
| Hong Kong           | 5 | 3 | 2 | 0 | 0  | +0.568 | 6   |                           |
| Papua Nuova Guinea  | 5 | 2 | 3 | 0 | 0  | −0.495 | 4   |                           |
| Kenya               | 5 | 1 | 4 | 0 | 0  | −0.201 | 2   |                           |
| Namibia             | 5 | 1 | 4 | 0 | 0  | −1.035 | 2   |                           |

## Finale
| Data            | Luogo                                      | In battuta (nel I innings) | Al lancio (nel I innings)            | Risultato                      |
| --------------- | ------------------------------------------ | -------------------------- | ------------------------------------ | ------------------------------ |
| 1 febbraio 2015 | Bert Sutcliffe Oval Lincoln, Nuova Zelanda | Scozia 285/5 (50 overs)    | Emirati Arabi Uniti 244/9 (50 overs) | SCO vince di 41 runs Tabellino |

## Classifica finale
| Posizione | Squadra             | Status                                                                      |
| --------- | ------------------- | --------------------------------------------------------------------------- |
| 1         | Scozia              | Qualificate per il mondiale 2015 e ottiente l'ODI status fino al 2018.      |
| 2         | Emirati Arabi Uniti | Qualificate per il mondiale 2015 e ottiente l'ODI status fino al 2018.      |
| 3         | Hong Kong           | Ottiene l'ODI status fino al 2018.                                          |
| 4         | Papua Nuova Guinea  | Ottiene l'ODI status fino al 2018.                                          |
| 5         | Kenya               | Non ottiene l'ODI status fino al 2018 e rimane nella Division Two.          |
| 6         | Namibia             | Non ottiene l'ODI status fino al 2018 e rimane nella Division Two.          |
| 7         | Paesi Bassi         | Non ottiene l'ODI status fino al 2018 e rimane nella Division Two.          |
| 8         | Canada              | Non ottiene l'ODI status fino al 2018 e rimane nella Division Two.          |
| 9         | Nepal               | Non ottiene l'ODI status fino al 2018 ed è retrocessa nella Division Three. |
| 10        | Uganda              | Non ottiene l'ODI status fino al 2018 ed è retrocessa nella Division Three. |